# 曾繁光
曾繁光（英語：David Tsang Fan Kwong，1959年—），香港著名精神科醫生及視覺藝術家，現時於中環執業。曾繁光於1993年曾因抄孖展而債台高築，後淪為負資產業主。曾繁光多次接受媒體訪問及撰寫專欄。是家庭與學校合作事宜委員會資深委員。此外，他在2007年加入香港視覺藝術協會，於2015年卸任會長一職。

## 背景
曾繁光早年在香港大嶼山東涌下嶺皮村附近山區的泥磚屋出生及長大，父母以務農維生。在九兄弟姐妹中排行最大。曾曾就讀東涌公立學校（1972年）、上水新界喇沙中學（1977年中五）和瑪利諾神父教會學校（中學部；1979年預科）。中五參觀青山醫院時看見病人多、醫生少的情況，加上得知很少醫生願意留在青山醫院工作而立志當精神科醫生。他是東涌公立學校第一批參加升中試的學生。本來獲派牛津道的一所名校，但考慮到交通問題，最後選擇在金錢村的中學上學，且留在親戚位於上水的家中寄宿。求學階段曾以數個筆名投稿至《青年人》、《學生園地》等報章刊物。
曾於1977年香港中學會考中考獲1A（生物）5B（數學、物理、化學及其他理科科目）1C（附加數）2D（中文與英文）。同年9月由於仍未選擇想報讀預科的學校，令他延遲了開學時間。最終透過香港專上學生聯會的朋友搭路入讀瑪利諾神父教會學校（中學部）。在預科畢業後以2A（生物、化學）1B（物理）和中英文科合格的香港高級程度會考成績，於1979年考入香港大學醫學院，並於1984年畢業。同屆同學計有著名眼科醫生林順潮。在讀大學期間是學生會時事委員會委員，即擔任幹事之一的國際事務秘書，為時兩年。此外，他也於投稿至香港大學醫學院的學生報《啟思》，兼寫客座隨筆。
從醫初年，他於1986年1月起在葵涌醫院精神科實習，後分別於香港大學醫學院的精神科部門與南葵涌精神科中心（會到荔枝角收押所工作，其時升為高級精神科醫生）累積經驗。直至1990年赴英國倫敦考獲皇家精神科證書（皇家精神科醫學院院士）以完成他六年的實習期，再加入青山醫院醫療團隊。他在1986年受到一名精神病人啟發而再次創作文章，且到電台推廣公共精神教育以及建立青山醫院精神健康學院。他在1997年亞洲金融風暴中投資失利以致債台高築。於公立醫院工作了超過二十多年後，在2010年轉為私人執業精神科醫生。同年在香港教育學院舉辦首次個人藝術創作展。

## 家庭生活
曾繁光與妻子在1991年結婚，現育有一子二女。

## 節目主持
- 2017年至今：我得你都得（香港電台）

## 節目嘉賓
- 2009年：霎時感動（第52及88集；無綫電視）
- 2010年：今日VIP（第224集；無綫電視）
- 2014年：守護生命的故事2（第8集；無綫電視）
- 2015年：活得健康嗎？（第9集；無綫電視）
- 2019年：Good Night Show 個個得把口（第16集；ViuTV）